# بيتر ميرفي
بيتر ميرفي (بالإنجليزية: Peter Murphy)‏ (7 مارس 1922 المملكة المتحدة - 7 أبريل 1975 المملكة المتحدة) هو لاعب كرة قدم بريطاني سابق كان يلعب كمهاجم.

## روابط خارجية
- بيتر ميرفي على موقع قاعدة بيانات كرة القدم.إي يو (الإنجليزية)
- بيتر ميرفي على موقع عالم كرة القدم.نت (الإنجليزية)